# Gutshof Gelgaudiškis

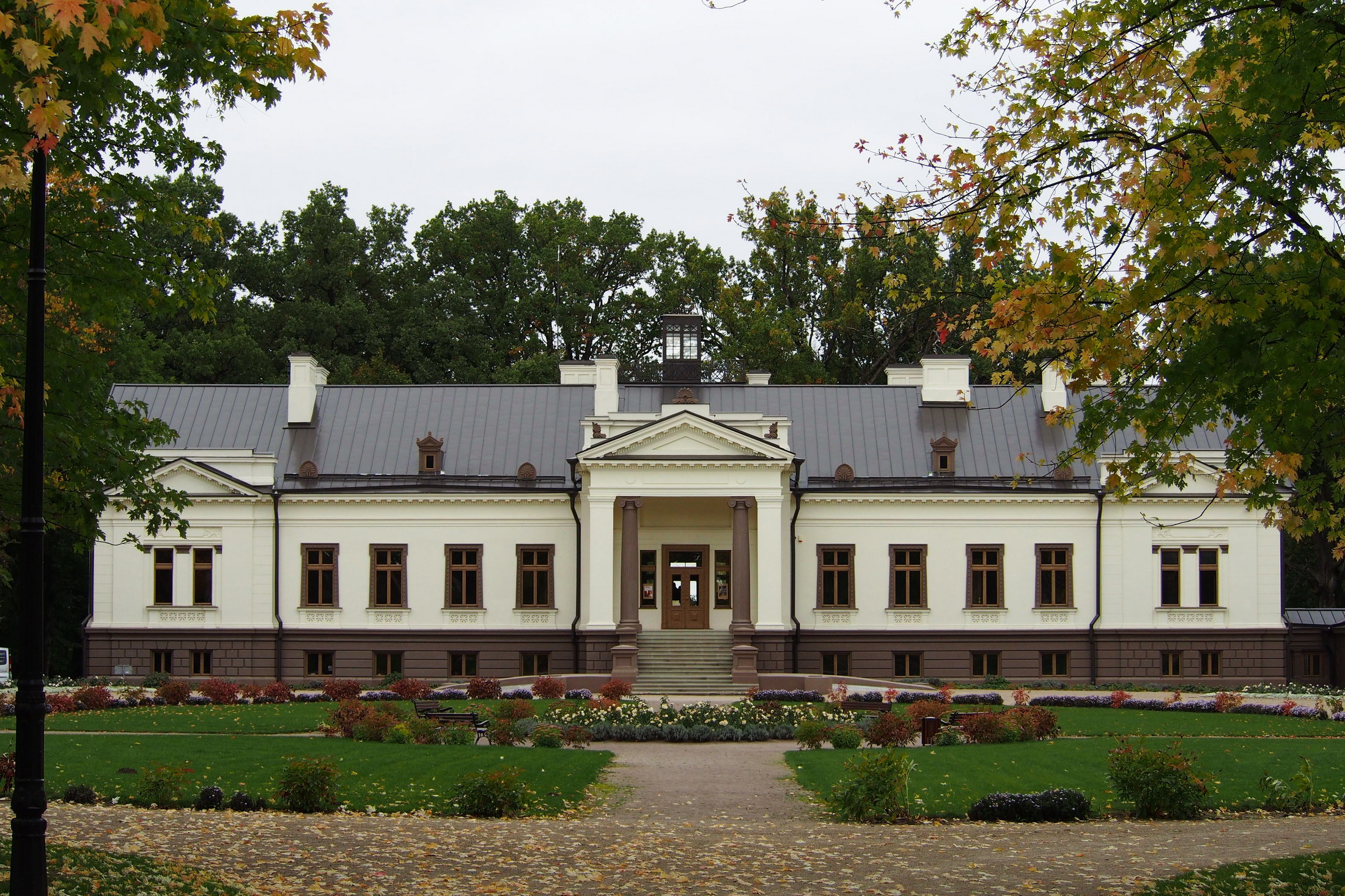
Eingang Haupthaus

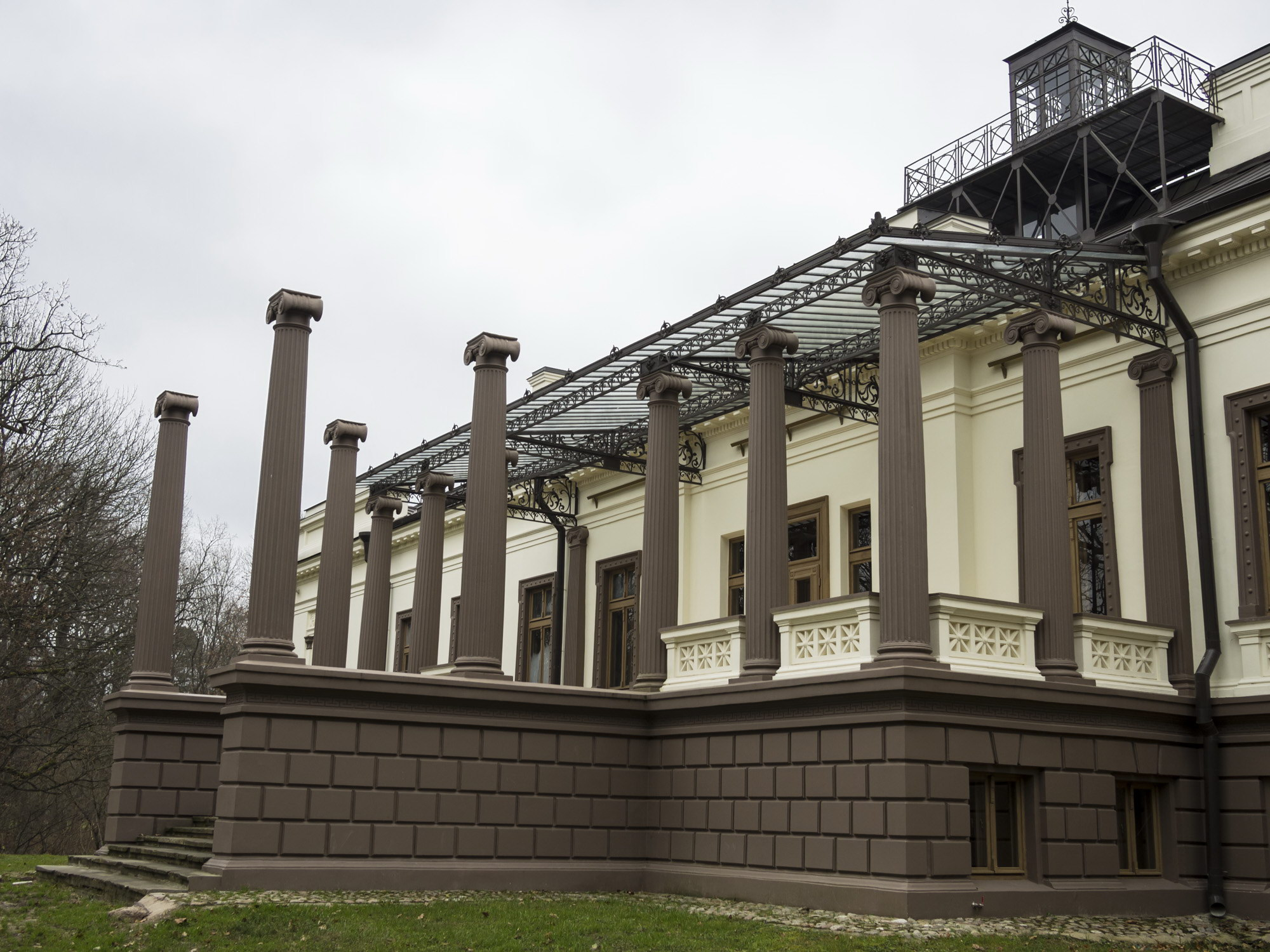
Terrasse Haupthaus

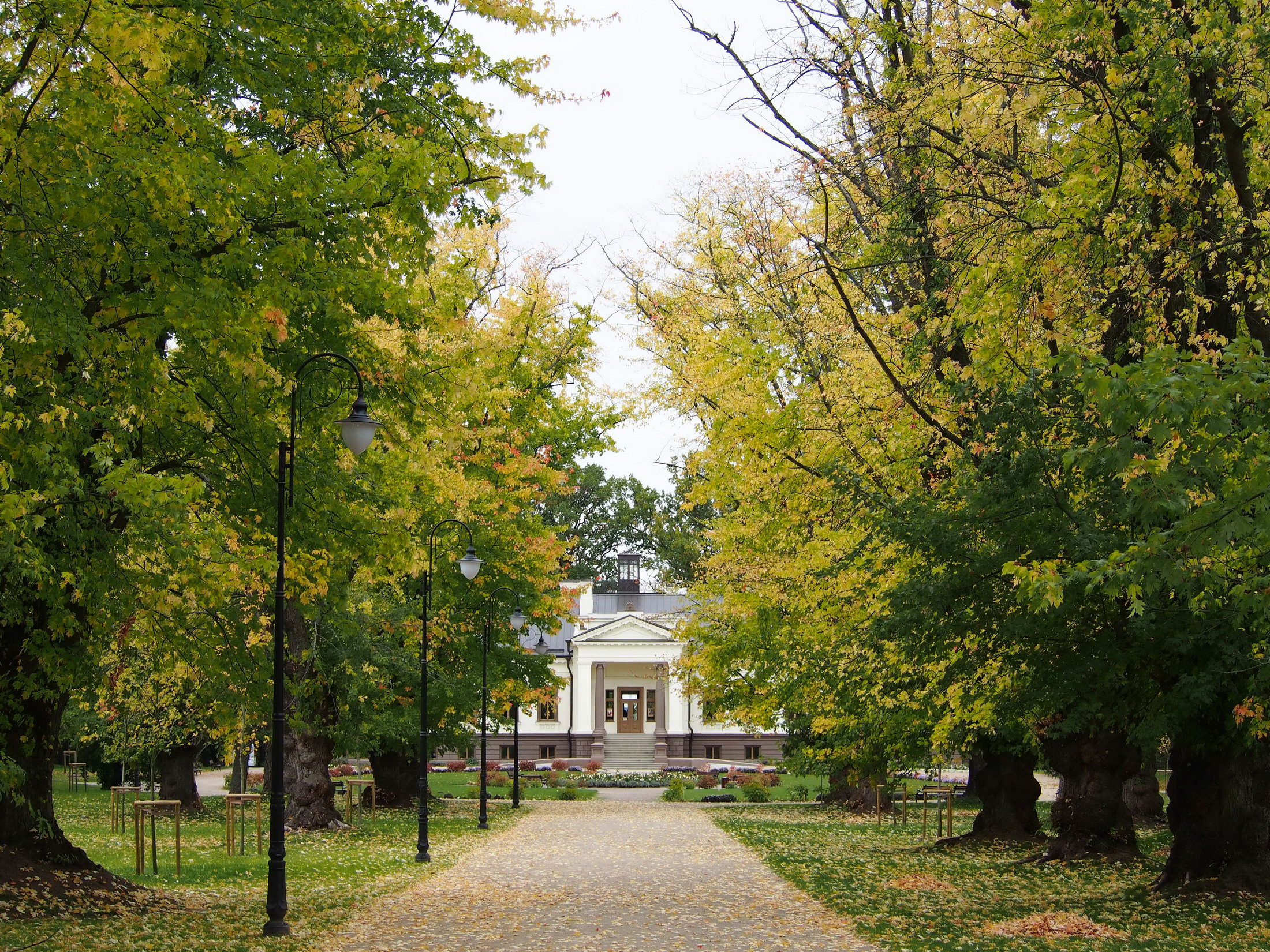
Silber-Ahorn-Allee

Der Gutshof Gelgaudiškis ist ein Gutshof  in der Stadt Gelgaudiškis der Rajongemeinde Šakiai, im Bezirk Marijampolė, in der Region Suvalkija, im südwestlichen Litauen. Er liegt am linken Flussufer der Memel im  Panemunių-Regionalpark und 15 km nach Norden vom Gemeindezentrum Šakiai. Es ist ein großes und eines der originellsten Ensembles litauischer Herrenhäuser, das sich in die Natur der Region hinein entwickelt hat. Das Ensemble besteht aus einem Palast,  einer Scheune,  einem Wintergarten,  einem Wasserturm, Kellern und einem Park.

## Geschichte
Ab dem 15. Jahrhundert gab es Gedigaudiškis-Vorwerk, einen landwirtschaftlichen Gutshof, dessen Inhaber die Adligen Gelgaudai (polnisch Giełgudowie) waren.  1507  schenkte der litauische Großfürst Alexander dieses Herrenhaus an Jonas Sapiega (1675–1730).
1585 kaufte  der Adlige Gregor Masalsky den Gutshof und 1586  Kaspars Oziembovskis.  1797 wurde der deutsche Baron Theodor Henrik Friedrich von Keudell der Inhaber des Gutshofs.
In Sowjetlitauen wurde im Hauptgebäude ein Kinderheim, dann ein Internat und eine Schule untergebracht. 2015 wurde im Park das Carillon Gelgaudiškis errichtet.